# Raoul de Presles (conseiller de Charles V)
Ne doit pas être confondu avec son père, Raoul de Presles (légiste)
Raoul de Presles (en latin Radulphus de Praellis) est un théologien, juriste, écrivain, traducteur et grand humaniste français, né vers 1316 et mort le 10 novembre 1382. Conseiller du roi Charles V de France, il est le fils naturel de Raoul de Presles, avocat du roi sous Philippe le Bel.
Il remplit les fonctions de Maître des requêtes au sein du tribunal des Requêtes de l'Hôtel, institution judiciaire monarchique installée à l'Hôtel Saint-Pol, la résidence de Charles V à Paris.

## Œuvres de Raoul de Presles

### Œuvres théologiques
Précurseur français de l'humanisme naissant, il est surtout connu pour sa traduction de la Bible en moyen français en 1377 qu'il dédia au roi de France Charles V. Il fut également sur commande royale le premier traducteur en moyen français de la Cité de Dieu de saint Augustin.

### Intérêt pour les antiquités galliques
- Raoul de Presle aimait profondément son pays et son roi. Très au fait de la mythologie gréco-romaine, il semble regretter la disparition progressive de la connaissance des anciennes traditions nationales. Chrétien sans fanatisme, s’il réprouvait les pratiques superstitieuses, il disait qu’il était injuste de condamner sans réserve les ancêtres antérieurs au Christ, qui ne vivaient pas sans une certaine dignité. Curieux, il s’intéressait à ce qu’on appellera au XVIe siècle les « antiquités galliques »[2]. Raoul de Presles, qui disposait d’une bibliothèque très importante avait à disposition des textes qui ne sont pas parvenus jusqu’à nous ; des vestiges architecturaux disparus depuis étaient encore visibles de son temps dans la banlieue parisienne et il y fait allusion. Le goût pour l’archéologie existait au Moyen Âge, certains hommes possédaient une bonne compréhension historique et les ruines bénéficiaient d’un prestige superstitieux[3].
- Anne Lombard-Jourdan a publié un texte inédit de Raoul de Presles, qui identifie le centre des Gaules avec le nord de Paris et à un Mons Jovis[4]. Par ailleurs, dans son Compendium morale de re publica, il affirme que trois dieux étaient adorés sur trois hauteurs au nord de Paris : Jupiter à Montjavoult (207 mètre), Mercure à Montmartre, Apollon à Courdimanche (154 mètres). En haut de Montmartre, un feu était allumé au début des cérémonies qui réunissaient les druides et le peuple. C’est le Mons jovis qui était le plus respecté et le plus réputé et selon Raoul de Presles c’est de cet endroit que Jules César parle quand il évoque la réunion annuelle des Gaulois aux confins du pays des Carnutes[Note 1],[5].
- Raoul de Presle évoque l’existence d’un oracle à Apollon sur le site de Saint-Denis du nom de Tricine dans sa Musa dédiée à Charles V en 1365 ou 1366. Pastichant un thème développé par saint Augustin et Origène veut montrer que les souffrances qu’endure la France de Charles V ne sont pas dues à l’abandon des dieux indigènes de la Gaule en faveur du christianisme mais sont de tous les temps. Du IXe au XIIIe siècle, les textes font mention d’un lieu dit Tricina[Note 2]. Dans un songe qu'il raconte, saint Denis l’Aréopagite conseille à Raoul de regagner Tricine et de consulter les « dieux de ses pères », ses « dieux pénat »es, ses « dieux Lares », ses « propres dieux » ; Raoul se précipite à Tricine et y retrouve saint Denis et ses deux compagnons, montrant qu'il avait compris que ces derniers servaient d’écrans aux dieux gaulois qui régnaient autrefois à Tricine ; ce lieu-dit porte le nom d’un distributif latin chaque fois trente[6]. D’après la Musa, un oracle dit Tricina permettait de consulter l'Apollon gaulois ou Bélénos au nord de Paris. Les Parisis choisirent de faire figurer sur leurs premiers statères d’or l’Apollon classique, mais la joue timbrée d’une croix décussée, symbole gaulois du soleil[7]. Le nom de Tricine (« chaque fois trente ») indique peut-être que l’oracle ne fonctionnait que tous les trente ans, aux articulations entre les divisions préconisées par les druides, ces derniers comptant en siècles trentenaires.

## L'homme politique
Avec Nicole Oresme et Philippe de Mézières, il fut l'un des principaux conseillers du roi Charles V de France.